# Linia kolejowa nr 693
Linia kolejowa nr 693 – pierwszorzędna, jednotorowa, zelektryfikowana linia kolejowa znaczenia państwowego, łącząca stację Czechowice–Dziedzice z posterunkiem odgałęźnym Bronów.
Linia w całości została ujęta w kompleksowej i bazowej towarowej sieci transportowej TEN-T.